# Giovanni Alessandro Brambilla
Giovanni Alessandro Brambilla, né le 15 avril 1728 à San Zenone al Po et décédé le 29 juillet 1800 à Pavie ou le 30 juillet 1800 à Padoue, fut un médecin, anatomiste, pathologiste et chirurgien notamment au service de l'empereur Joseph II (1741 - 1790) et de l'impératrice Marie-Thérèse d'Autriche (1717 - 1780). Il passe la plus grande partie de sa vie en Allemagne, où il devient premier chirurgien de l'empereur et directeur du Collegium Medico-Chirurgicum Josephinum  ou la Josephinian Military Academy of Surgery (plus communément nommée Académie Joséphine ou Joseph's Academy) à Vienne.

## Biographie
Issu d'une famille de la noblesse lombarde, il étudie la médecine à l'Université de Pavie entre 1747 et 1752, dont il sortira diplômé. Il commence sa carrière au sein de l'hôpital San Matteo, sous la conduite de Geronimo Grazioli et Baldassarre Beretta Della Torre, tous deux professeurs à l'Université. En 1752, il rejoint le régiment d'infanterie de Hagenbach pour 5 ans. Il a pu y exercer en tant que médecin militaire et démontrer ses compétences durant la Guerre de Sept Ans.

### Evolution au sein de la cour impériale de Joseph II
Durant son séjour à l'armée, Giovanni Brambilla a pu se faire remarquer. En 1763, il est nommé Docteur Noble Garde du corps de sa Majesté impériale: Marie-Thérèse d'Autriche. En 1764, il est nommé chirurgien personnel de l'empereur Joseph II. La même année, il accède au titre de médecin personnel de l'Archiduc Pietro Leopoldo, le futur Léopold II (1747 - 1792). Il perdra ce titre lorsque l'Archiduc arrivera Grand Duc de Toscane. A cette époque, Giovanni Brambilla dû rester à Vienne par la volonté de Joseph II.
Au cours de son règne, l'empereur voyage dans les différents pays dépendants de la monarchie des Habsbourg-Lorraine afin de connaître les conditions des services de santé au sein du royaume. Brambilla l'accompagna dans cette tâche, il a notamment pu le conseiller pour ses réformes sur la prise en charge des patients hospitalisés, plus particulièrement des femmes enceintes, des enfants et des personnes âgées. Il participe également au développement des réformes médicales en chirurgie en mettant en avant la primauté de la chirurgie sur la médecine traditionnelle.
En 1778, Joseph II le nomme chef chirurgien du personnel, puis surintendant des services de santé militaire en 1779.

## Principaux travaux

### Réformes de l'Université de Pavie
Durant leur règne, l'empereur Joseph II ainsi que l'impératrice Marie-Thèse d'Autriche ordonnent la mise en place de différentes réformes au sein de l'Université de Pavie. Ces dernières visent à servir de base et de direction qui permettra aux professeurs de diriger l'éducation du public dans le domaine des sciences. Ces changements sont directement inspirés par les travaux de Giovanni Brambilla.
On peut notamment citer:
- Plan d'orientation de la discipline et de l'économie, Université de Pavie (1771)
- Plan scientifique (1773)

### ProjetChirurgicale Armamentarium
Il s'agit d'un ouvrage publié d'abord en allemand en 1780 puis en latin en 1782. On y retrouve 67 tableaux présentant des gravures d'instruments chirurgicaux grandeur nature accompagnés d'explications précises d'utilisations, d'informations historiques sur leurs inventeurs ainsi que des références de leurs utilisations cliniques. Ce projet avait pour but d'améliorer les connaissances des médecins et chirurgiens aussi bien en théorie qu'en pratique. Par ailleurs, Brambilla y passe en revue les différentes formes de maladies se prêtant à un traitement chirurgical.

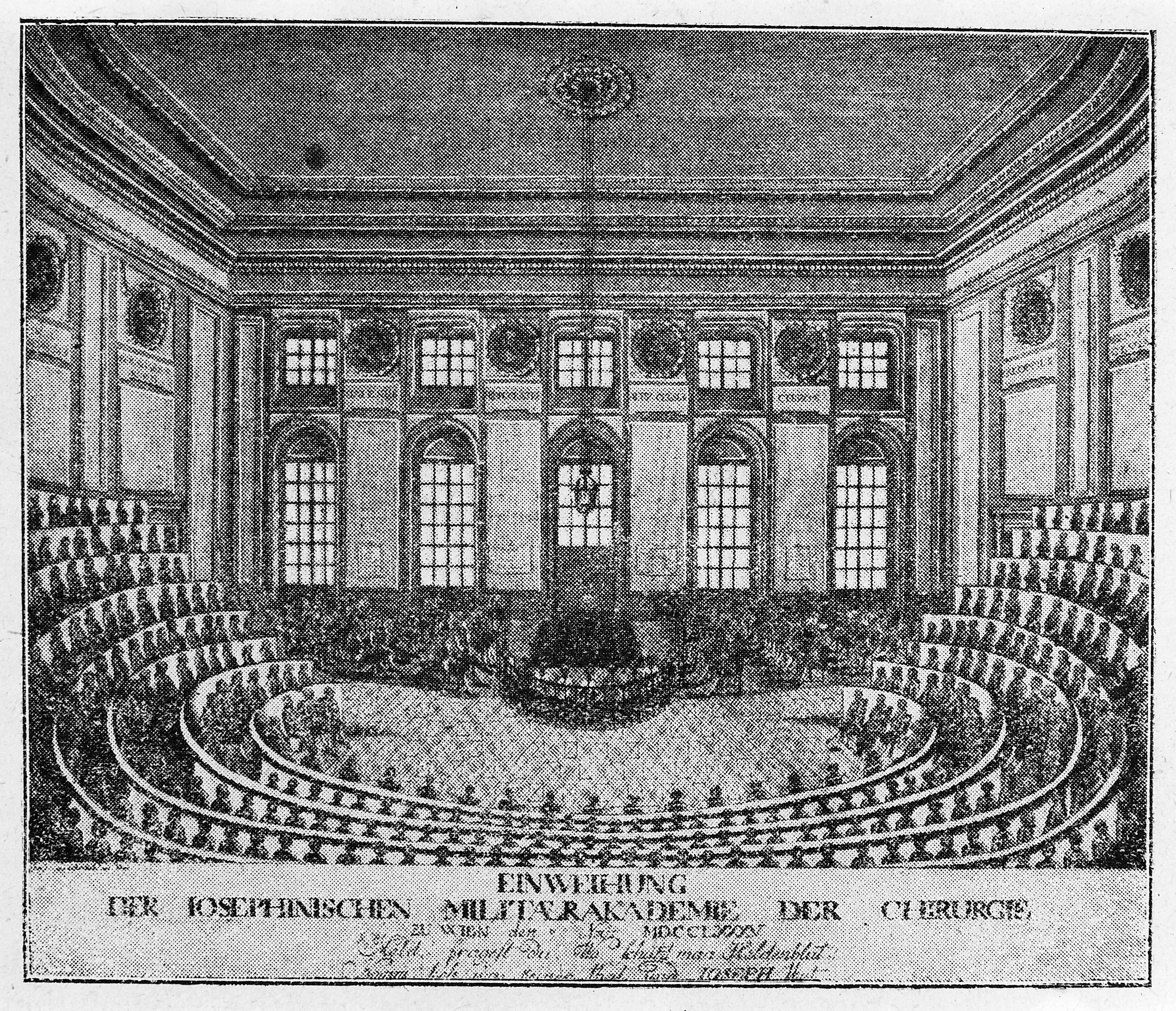
Salle de lecture de la Joseph's Academy

### LaJoseph's Academy
Cette académie militaire de chirurgie est fondée à Vienne par Joseph II en 1784. Giovanni Brambilla, alors médecin-chef de l'armée impériale est nommé directeur de cette école. Pour héberger ce complexe, l'empereur fait appel à l'architecte italien Isidoro Carnevalle afin de construire les différents bâtiments. Cet ensemble est de nos jours connu comme le Josephinum Museum.
Les cours au sein de cette institution se font en deux temps: 
Premièrement, un semestre complet est consacré à l'étude de la théorie anatomique et des rudiments de la chirurgie dans la salle des gravures. A l'issue de ce semestre, les étudiants passaient un examen permettant d'accéder aux deux années de cours à la Joseph's Academy.
Deuxièmement, les cours qui s'étalent sur deux ans sont dispensés par cinq professeurs eux-mêmes diplômés d'un doctorat en chirurgie. Parmi les enseignements, on retrouve notamment des cas pratiques sur des sujets cliniques ainsi que l'enseignement du latin.
Dans le but d'améliorer la formation des étudiants au sein de son école, Brambilla souhaite faire l'acquisition de cires anatomiques en provenance de Florence. De nombreux modèles anatomique seront alors commandés à l'atelier de Felice Fontana (1730 - 1805). Le médecin italien Paolo Mascagni (1755 - 1815) supervisera la création de sculptures entre 1784 et 1788. La collection de l'Académie compte aujourd'hui plus de 1000 pièces dont des représentations des ligaments, des muscles, du cœur, des vaisseaux sanguins et lymphatiques, des viscères, du cerveau, de la moelle épinière et de fœtus à différents stades de développement.

## Reconnaissance
En 1782, Joseph II lui fait don du château Carpiano (et ses terres attenantes).
En 1784, Giovanni Brambilla obtient de l'empereur, en remerciement de ses contributions, pour lui-même et ses descendants, les titres de Comte Palatin, Baron, Noble et de Chevalier héréditaire
Un buste le représentant est par ailleurs conservé dans la salle dite Aula Scarpa à l'Université de Pavie.
Brambilla jouit de toutes ses dignités jusqu'en 1795, années où elles lui furent retirées à la suite de la mort de l'empereur (1790). Il meurt à Padoue, cinq ans plus tard.